# Оптичний резонанс
Оптичний резонанс — явище взаємодії атомів із двома енергетичними рівнями з потужним когерентним квазімонохроматичним імпульсним лазерним випромінюванням із частотою переходу між цими рівнями. В умовах оптичного резонансу спостерігаються явища фотонного відлуння, оптичної нутації, згасання вільної поляризації, самоіндукованої прозорості. Квантова теорія оптичного резонансу ґрунтується на оптичних рівняннях Блоха, що є аналогом рівнянь Блоха для дворівневих атомних систем.